# Borstbeeld Prof. Mr. P.J.M. Aalberse
Het Borstbeeld Prof. Mr. P.J.M. Aalberse  is een kunstwerk in Amsterdam-Noord.
De katholieke woningbouwvereniging Het Oosten eerde hiermee Piet Aalberse, die in 1938 benoemd werd vanuit zijn functie als voorzitter van de Tweede Kamer tot lid van de Raad van State. Hij bekleedde eerder de functie van minister van Arbeid en Sociale Zaken. In die laatste hoedanigheid zette hij zich mede in voor de bouw van gesubsidieerde woningbouw. Het Oosten was toen bezig met de oplevering van een complex van 273 eengezinswoningen in Tuindorp Oostzaan in een ontwerp van Lau Peters aan de Vegastraat. Het Oosten verzocht in overleg met de gemeente Amsterdam aan opkomend kunstenaar Cephas Stauthamer een borstbeeld te maken. De kleien voorstudie werd goedgekeurd door een commissie van kunstenaars, zodat Stauthamer aan de slag kon met een beeld in Euville Marbrier. De Tijd meldde op 28 oktober 1937 dat de staatsman maar weinig tijd had te poseren, maar dat desondanks de kunstenaar een treffende weergaven had gemaakt met expressieve trekken.
Het beeld werd op 25 juni 1938 onthuld door Monne de Miranda, Aalberse zelf was verhinderd. Het beeld ging gepaard met een gedenksteen/plaat met een tekst in metaal: 
Ter dankbare herinnering
aan
Prof. Mr. P.J.M. Aalberse,
lid van den Raad van State,
onder wiens ministerschap
circa 542 miljoen gulden besteed werd
voor de verbetering
van de volkshuisvesting.
De gedenksteen/plaat werd onthuld door dochter Nell Fehmers-Aalberse (Petronella Gerarda Francisca Maria Aalberse, vertaalster). De gedenksteen/plaat is in de loop der jaren zoekgeraakt of verdwenen achter uitpandige isolatie en vervangen door een eenvoudiger plaquette, die alleen nog naam met geboorte- en overlijdensjaar vermeldt en de woorden "In dankbare herinnering".
Amsterdam vernoemde als eerbetoon in 1953 ook een straat in Amsterdam in de wijk Geuzenveld-Slotermeer naar Aalberse, echter kilometers verwijderd van het borstbeeld.